# Kap Southard
Kap Southard ist ein eisbedecktes Kap im ostantarktischen Wilkesland. Es liegt am östlichen Ende des Universität-Moskau-Schelfeises und markiert die Grenze zwischen der Banzare- und Sabrina-Küste.
Luftaufnahmen der US-amerikanischen Operation Highjump (1946–1947) dienten seiner Kartierung. Das Advisory Committee on Antarctic Names benannte es 1955 nach dem US-amerikanischen Politiker Samuel L. Southard (1787–1842), der 1838 bis 1842 Vorsitzender des Ausschusses für maritime Angelegenheiten im Senat der Vereinigten Staaten war und unter dessen maßgeblicher Mithilfe die United States Exploring Expedition (1838–1842) unter der Leitung von Charles Wilkes zustande kam.